# Cầu Hiệp
Cầu Hiệp là cây cầu bắc qua sông Luộc nối tỉnh Hải Dương với tỉnh Thái Bình. 

## Thông số kỹ thuật
- Chiều dài: 542.5 m;
- Chiều rộng: khổ rộng 12 m, đường đi bộ bố trí cùng mức mặt đường xe chạy
- Kết cấu phần trên gồm 2 phần: cầu chính là dầm khung liên tục hộp dài 215 m và 8 nhịp dẫn dài 316 m; nhịp giữa là khoang thông thuyền có chiều dài kết cấu nhịp 100 m. Kết cấu phần dưới gồm 10 trụ và 2 mố sử dụng móng cọc khoan nhồi đường kính 1,5 – 2 m* Loại vật liệu: bê tông cốt thép dự ứng lực;
- Cấp tải trọng: HL93.
- Cầu Hiệp đạt tiêu chuẩn cầu đường bộ cấp I,
- Đường hai đầu cầu đạt tiêu chuẩn cấp III đồng bằng.